# NGC 428
NGC 428 est une galaxie spirale intermédiaire magellanique et cotonneuse située dans la constellation de la Baleine. NGC 428 a été découverte par l'astronome germano-britannique William Herschel en 1786.

## Caractéristiques
Sa vitesse par rapport au fond diffus cosmologique est de 836 ± 22 km/s, ce qui correspond à une distance de Hubble de 12,3 ± 0,9 Mpc (∼40,1 millions d'al).
À ce jour, 13 mesures non basées sur le décalage vers le rouge (redshift) donnent une distance de 12,482 ± 2,437 Mpc (∼40,7 millions d'al), ce qui est à l'intérieur des valeurs de la distance de Hubble.
La classe de luminosité de NGC 428 est V et elle présente une large raie HI. Elle renferme également des régions d'hydrogène ionisé. Selon la base de données Simbad, NGC 428 est une galaxie à noyau actif.
En raison d'une brillance de surface égale à 14,16 mag/am2, on peut qualifier NGC 428 de galaxie à faible brillance de surface (LSB en anglais pour low surface brightness). Les galaxies LSB sont des galaxies diffuses (D) avec une brillance de surface inférieure de moins d'une magnitude à celle du ciel nocturne ambiant.

## Morphologie
NGC 428 a été utilisée par Gérard de Vaucouleurs comme une galaxie de type morphologique SAB(s)m dans son atlas des galaxies,.
Eskridge, Frogel et Pogge ont publié un article en 2002 décrivant la morphologie de 205 galaxies spirales ou lenticulaires rapprochées. Les observations ont été réalisées dans la bande H de l'infrarouge et dans la bande B (le bleu). Selon Eskridge et ses collègues, NGC 428 est de type SABd dans la bande B et de type  SBm dans la bande H. NGC 428 présente une source ponctuelle intégrée dans un disque interne asymétrique. Il n'y a de vrai bulbe galactique. Le disque externe comporte ne nombreux nœuds formant des étoiles. Ce disque montre des indices de deux bras spiraux très asymétriques. Le bras NO est étroitement enveloppé et il est le mieux défini des deux dans sa partie intérieur. Il comporte plusieurs zones très brillante de formation d'étoiles jusqu'à un enroulement d'environ 60° vers l'est. Ensuite, il devient très diffus et mal définie, mais on peut encore le suivre jusqu'à ~180°, mais sa luminosité de surface est alors faible. Le bras SE est très lâchement enveloppé et de faible luminosité de surface. On peut le suivre sur environ 100°. 

## Supernova
La supernova SN 2013ct a été découverte dans NGC 428 le 10 mai 2013 par l'astronome amateur néo-zélandais Stu Parker, l'un des astronomes amateurs du groupe BOSS (BOSS-Backyard Observatory Supernova Search). Cette supernova était de type Ia.

## Galerie

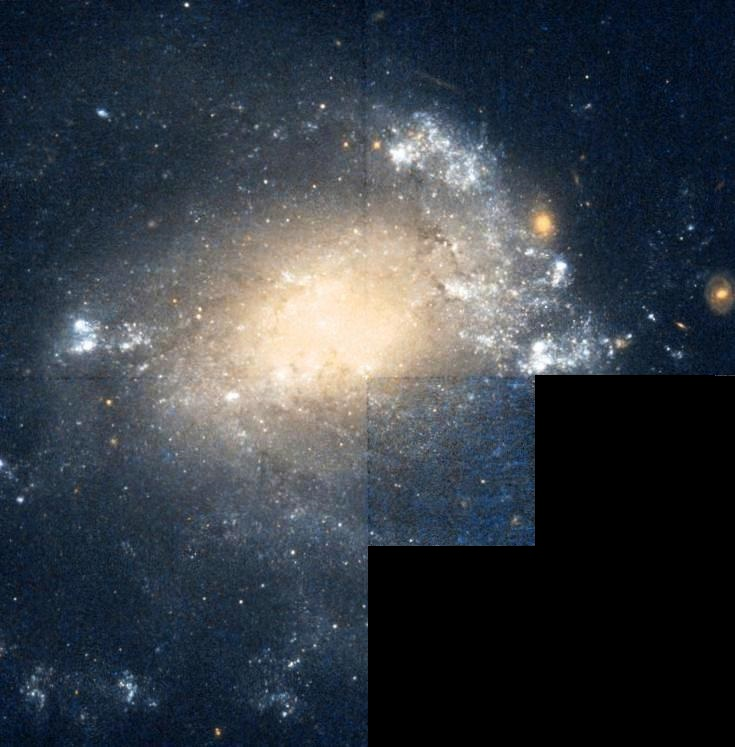
NGC 428 par le télescope spatial Hubble. (NASA/ESA, Hubble Legacy Archive)
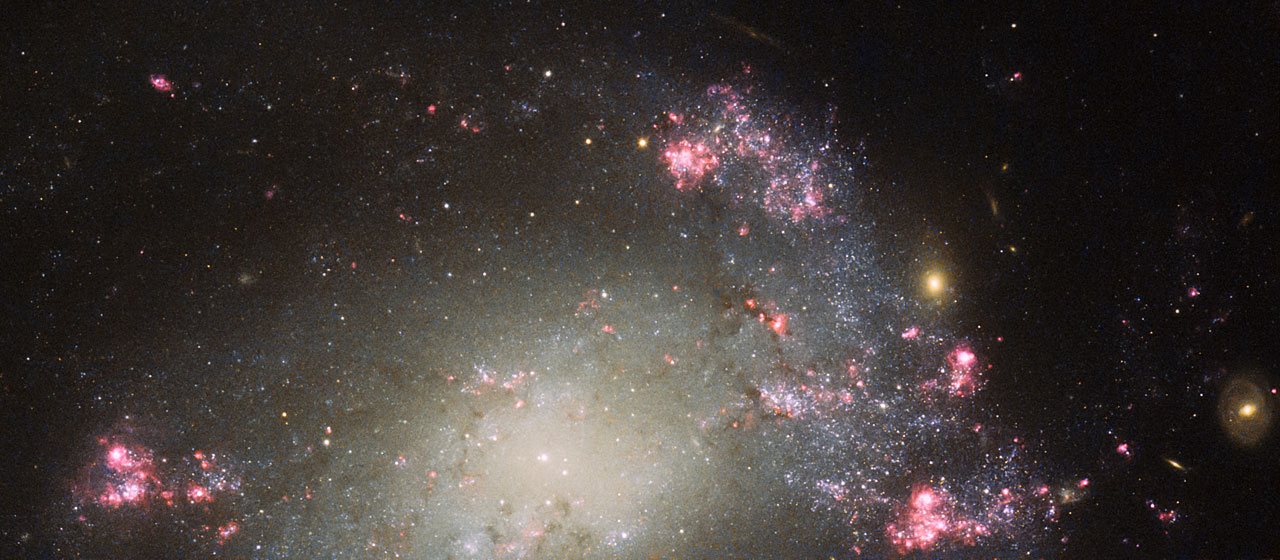
NGC 428 par le télescope spatial Hubble. Même si NGC 428 est par considéré comme une galaxie spirale, sa structure est plutôt tordue et déformée, peut-être en raison d'une collision entre deux galaxies. (NASA/ESA, Hubble Legacy Archive)
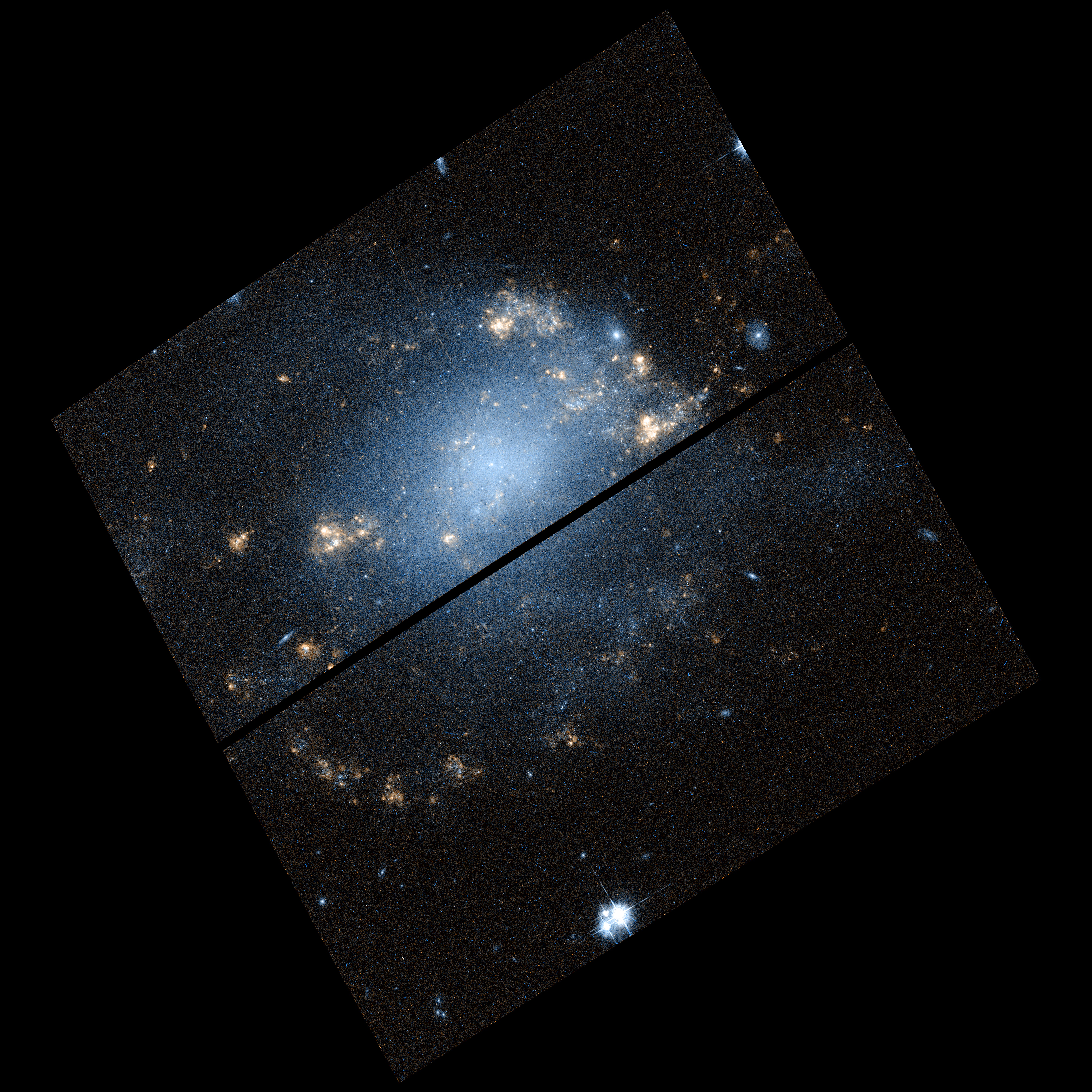
Une autre version de NGC 428 par Hubble. (NASA/ESA, Hubble Legacy Archive)